# Saint-Jean-Ouest
Circonscription électorale provinciale du Canada
Saint-Jean-Ouest (en anglais : St. John's West) est une circonscription électorale provinciale de la Chambre d'assemblée de la province canadienne de Terre-Neuve-et-Labrador.

## Liste des députés
| Saint-Jean-Ouest |                      |                           |                |             |
| Député           | Député               | Parti                     | Mandat         | Législature |
|                  | James Spratt (en)    | Libéral                   | 1949 - 1951    | 29e         |
|                  | Oliver Vardy (en)    | Libéral                   | 1949 - 1951    | 29e         |
|                  | 1951                 | Libéral                   | 30e            |             |
|                  | Peter Cashin (en)    | Progressiste-conservateur | 30e            | 1951 - 1953 |
|                  | Malcolm Hollett (en) | Progressiste-conservateur | 30e            | 1952 - 1956 |
|                  | Malcolm Hollett (en) | Progressiste-conservateur | 1956 - 1959    | 31e         |
|                  | Joey Smallwood       | Libéral                   | 1959 - 1962    | 32e         |
|                  | Bill Adams           | Libéral                   | 1962 - 1966    | 33e         |
|                  | John Crosbie         | Libéral                   | 1966 - 1969    | 34e         |
|                  | John Crosbie         | Progressiste-conservateur | 1969 - 1971    | 34e         |
|                  | John Crosbie         | Progressiste-conservateur | 1971 - 1972    | 35e         |
|                  | John Crosbie         | Progressiste-conservateur | 1972 - 1975    | 36e         |
|                  | John Crosbie         | Progressiste-conservateur | 1975 - 1977    | 37e         |
|                  | Hubert Kitchen (en)  | Libéral                   | 1977 - 1979    | 37e         |
|                  | Hal Barrett (en)     | Progressiste-conservateur | 1979 - 1982    | 38e         |
|                  | Hal Barrett (en)     | Progressiste-conservateur | 1982 - 1985    | 39e         |
|                  | Hal Barrett (en)     | Progressiste-conservateur | 1985 - 1989    | 40e         |
|                  | Rex Gibbons (en)     | Libéral                   | 1989 - 1993    | 41e         |
|                  | Rex Gibbons (en)     | Libéral                   | 1993 - 1996    | 42e         |
|                  | Rex Gibbons (en)     | Libéral                   | 1996 - 1997    | 43e         |
|                  | Sheila Osborne (en)  | Progressiste-conservateur | 1997 - 1999    | 43e         |
|                  | Sheila Osborne (en)  | Progressiste-conservateur | 1999 - 2003    | 44e         |
|                  | Sheila Osborne (en)  | Progressiste-conservateur | 2003 - 2007    | 45e         |
|                  | Sheila Osborne (en)  | Progressiste-conservateur | 2007 - 2011    | 46e         |
|                  | Dan Crummell (en)    | Progressiste-conservateur | 2011 - 2015    | 47e         |
|                  | Siobhán Coady (en)   | Libéral                   | 2015 - 2019    | 48e         |
|                  | Siobhán Coady (en)   | Libéral                   | 2019 - 2021    | 49e         |
|                  | Siobhán Coady (en)   | Libéral                   | 2021 - présent | 50e         |